# Anisostena warchalowskii
Anisostena warchalowskii es una especie de coleóptero de la familia Chrysomelidae. Fue descrita científicamente por primera vez en 1932 por Staines.